# Église Saint-Clément de Fontiers-Cabardès
L'église Saint-Clément de Fontiers-Cabardès est une église située en France à Fontiers-Cabardès, dans le département de l'Aude en région Occitanie.

## Description
Autrefois éloignée d'une demi-lieue du village, l'église paroissiale a été transférée en 1535 dans la localité, à l'emplacement d'une ancienne église dédiée à saint Pierre.
La nef unique couverte en charpente sur arcs diaphragmes, divisée en quatre travées larges de 7,10 m est prolongée à l'Est par un chevet à cinq pans, vouté sur des ogives reposant sur des piliers semi-circulaires engagés. Les chapiteaux, de type corinthien à voutes d'angle presque sans relief, présentent un caractère archaïque et proviennent, soit de l'église Saint-Pierre ou de l'ancienne paroissiale démolie. De part et d'autre de la nef, les chapelles latérales sont abondamment ornées de sculptures.
Du côté Nord, la première chapelle est construite sur plan polygonal. Un chapiteau avec personnage habillé en « sauvage » est daté de 1552, un autre présente la tête d'un homme aux longues moustaches tombantes, barbe à deux pointes et chevelure épaisse enserrée par un bandeau. Quatre consoles figurent les animaux du tétramorphe, porteurs de phylactères. La seconde chapelle, de plan rectangulaire, voûtée sur diagonaux à cavets, montre des culots à personnages, l'un portant sur l'épaule gauche un petit dragon ailé à côté d'un ange présentant un écu armorié. À peu près semblable, la troisième chapelle est datée, à la clé de 1537 ; un culot est sculpté d'un ange musicien, un autre d'un buste de femme aux longs cheveux épars.
Du côté Sud, la première chapelle est pourvue de chapiteaux et de consoles accolées, offrant un long développement aux bandeaux sculptés, sur l'un desquels la tête d'un personnage repose sur un billot et présente des deux mains un long phylactère. Sur un autre le personnage a la tête coupée. Dans la seconde chapelle, éclairée par une fenêtre à soufflets et mouchettes, le décor sculpté ne se compose que de feuillages. La troisième chapelle est moderne ainsi que le porche.
Adossé sans liaison au mur occidental, le clocher est une tour carrée, dont la base ancienne est certainement un vestige primitif de l'église Saint-Pierre. On y remarque deux couvertes en plein cintre sur chaque face. Il possède 17 cloches fondues en 1974 par le fondeur Dominique Bollée.

## Historique
En 1323, le pape Jean XXII attribue l'église à la Chartreuse de La Loubatière. Le prieur a le droit de patronage de l'église Saint-Clément.
L'église (à l'exception du porche) est inscrite au titre des monuments historiques depuis le 14 avril 1948.

## Personnalités liées à l'église
- L'abbé Raymond Escribe (1804-1876). À l'origine de la création de l'ensemble de trois fontaines de la commune dont celle de la Samaritaine (1834-1854-1871). Celle de 1871 est inscrite à l'inventaire du patrimoine depuis 1944. Une rue du village porte son nom. Il repose dans le vieux cimetière attenant à l'église[4].
- L'abbé Marcel Forrieres (1914-1986). Après avoir été ordonné prêtre en 1941, il devient secrétaire particulier de Mgr Charles-Albert Gounot, et vicaire épiscopal de la cathédrale Saint-Vincent-de-Paul de Tunis. De retour en France, il sera curé de Fontiers, et des villages aux alentours, Saint-Denis, Brousses-et-Villaret et Lacombe, de 1964 à 1986. Sa forte personnalité a marqué ses paroissiens qui firent une souscription, en son hommage, pour apposer une plaque commémorative visible dans l'entrée de l'église Saint-Clément.

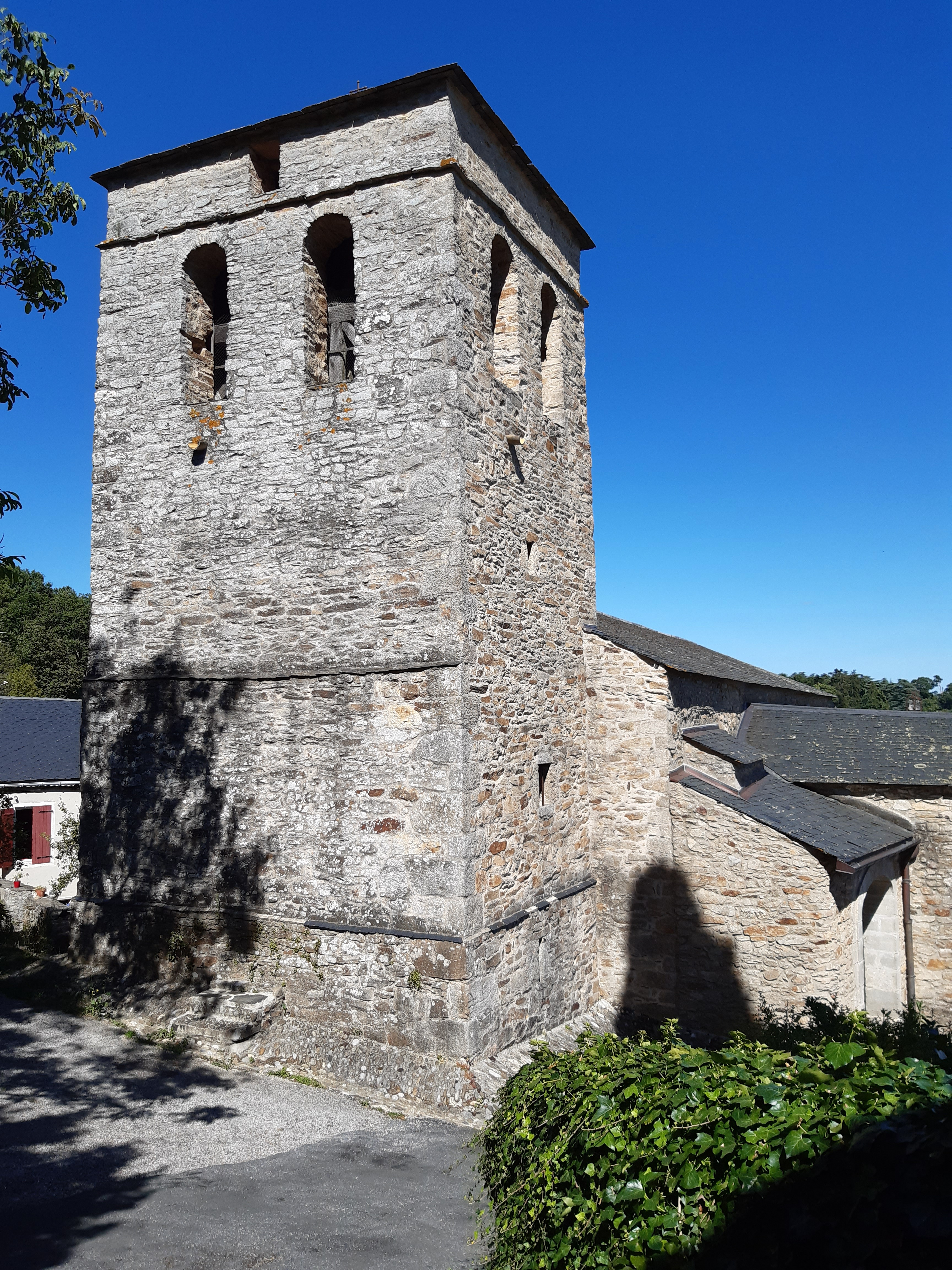
Le clocher de l'église en juillet 2020.
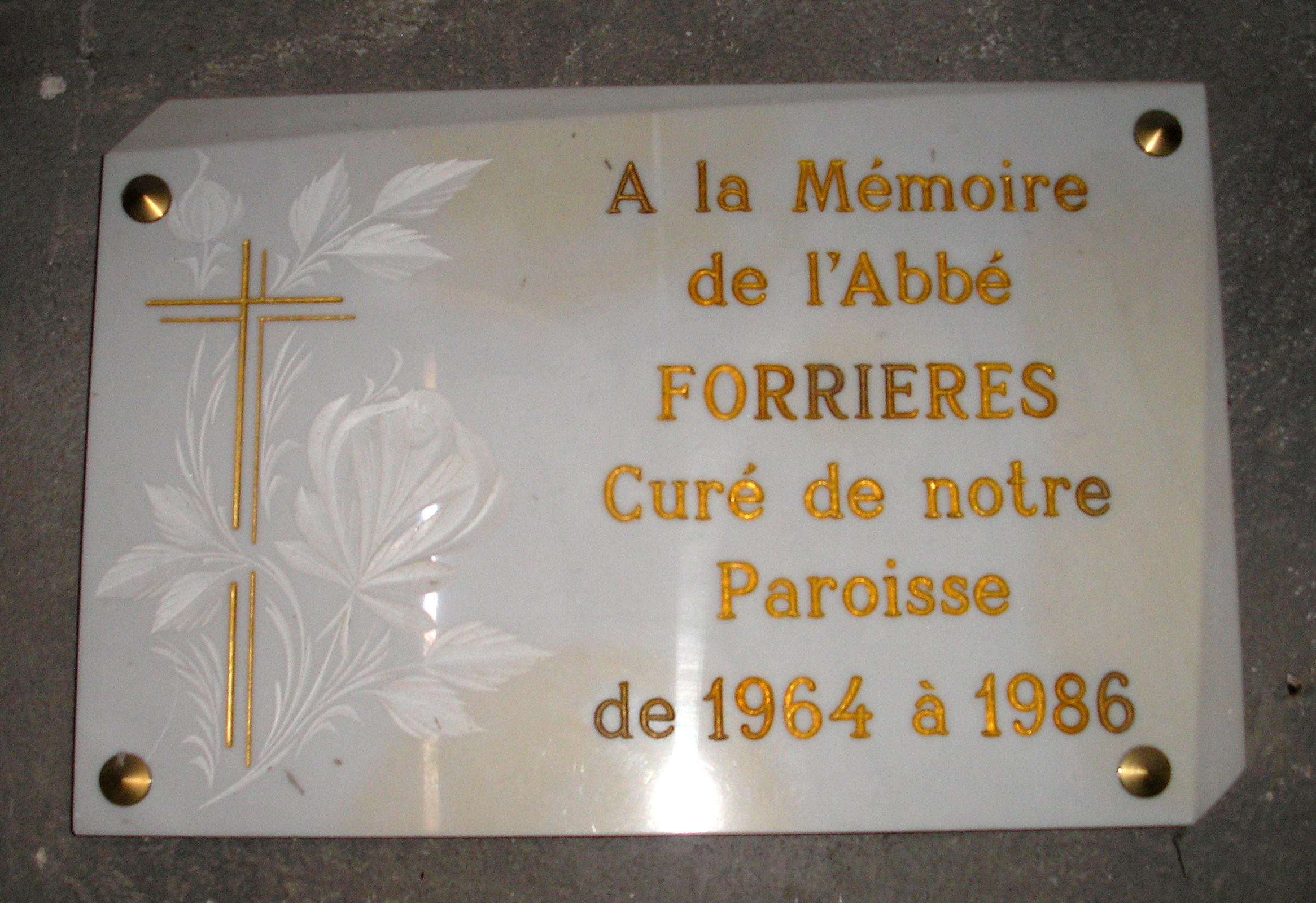
Plaque apposée dans l'église Saint-Clément en hommage à l'abbé Marcel Forrieres.
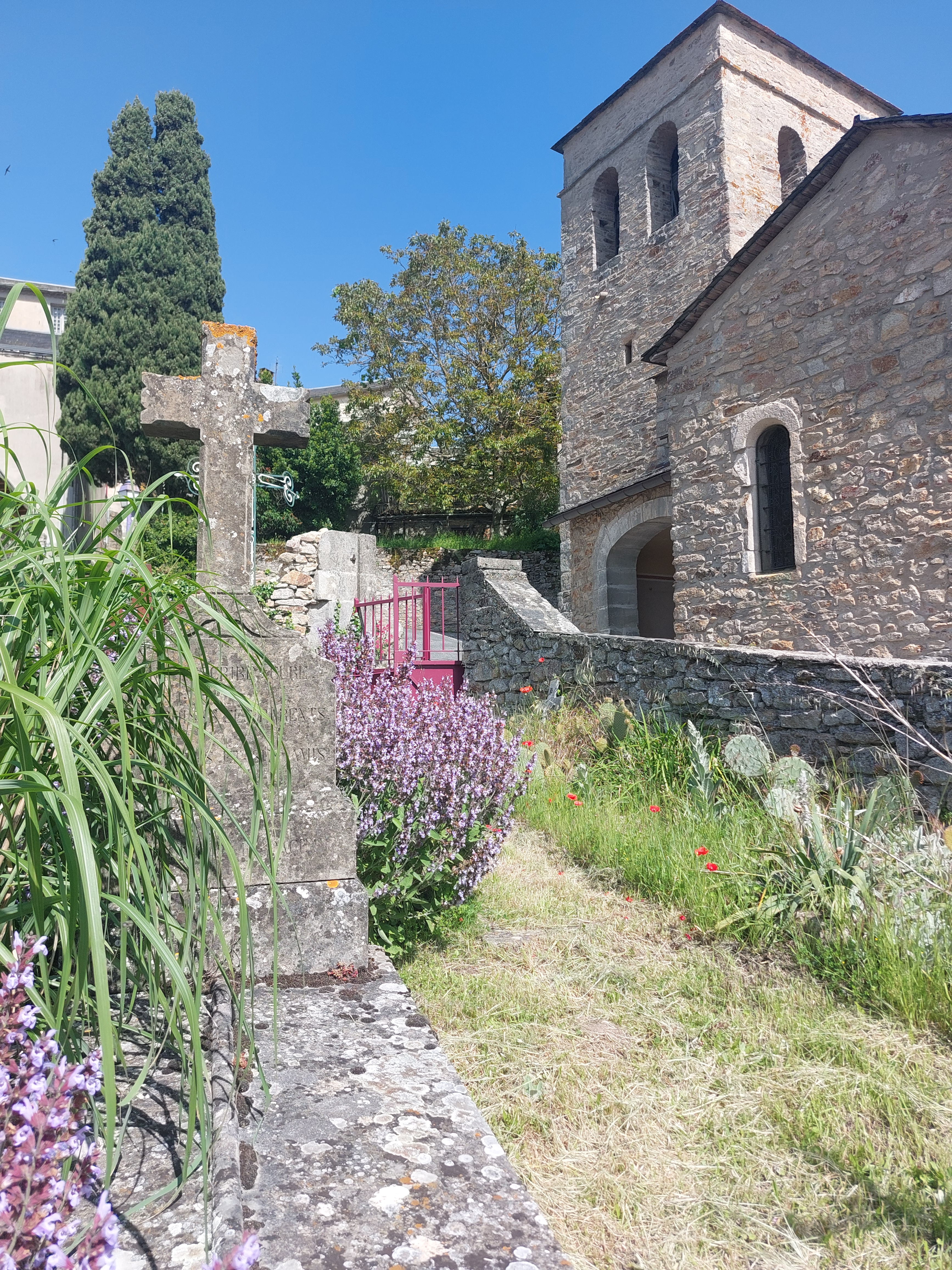
Au premier plan, la tombe de l'abbé, Raymond Escribe, située dans l'ancien cimetière attenant à l'église.
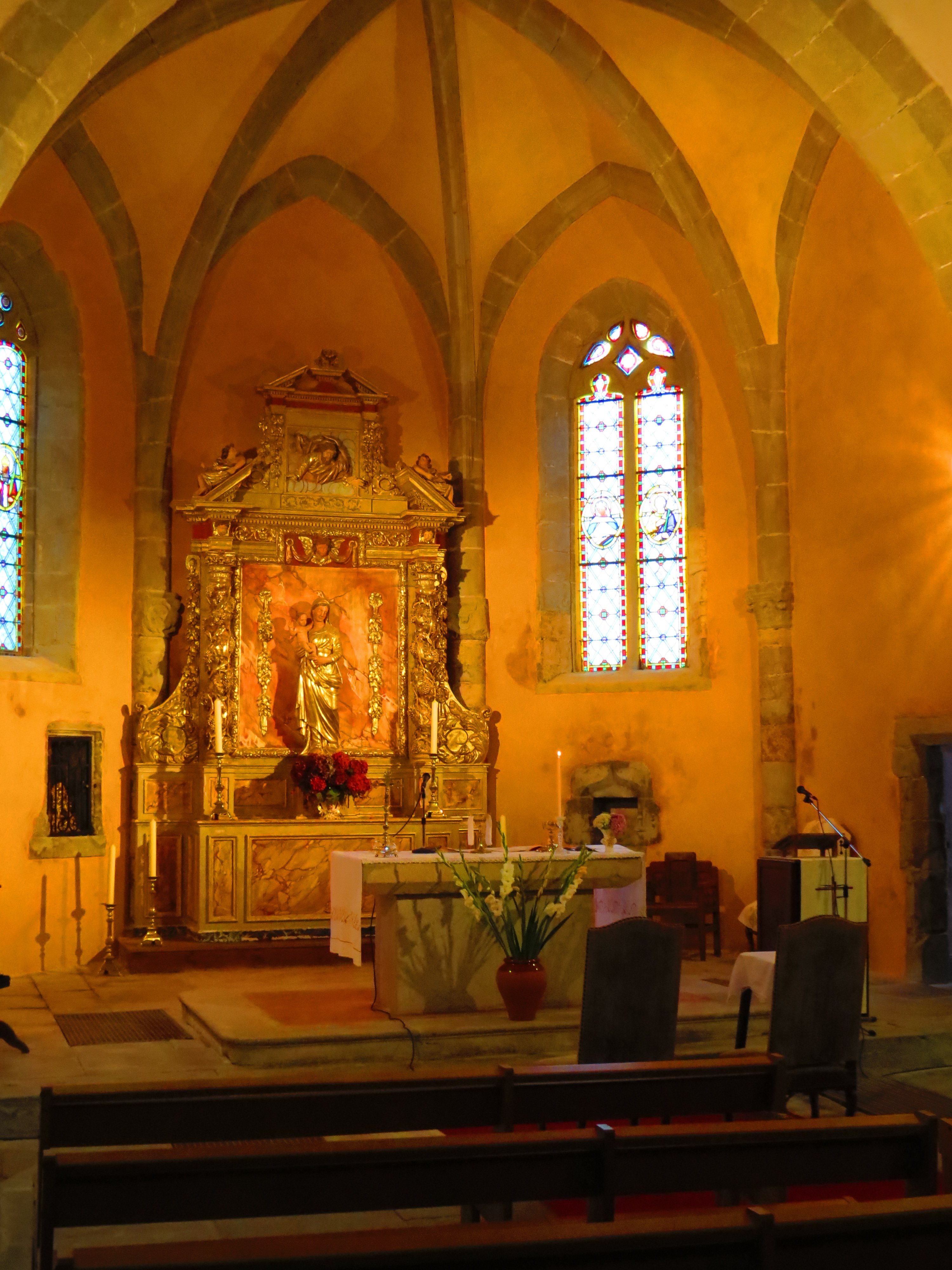
Le retable de l'église.
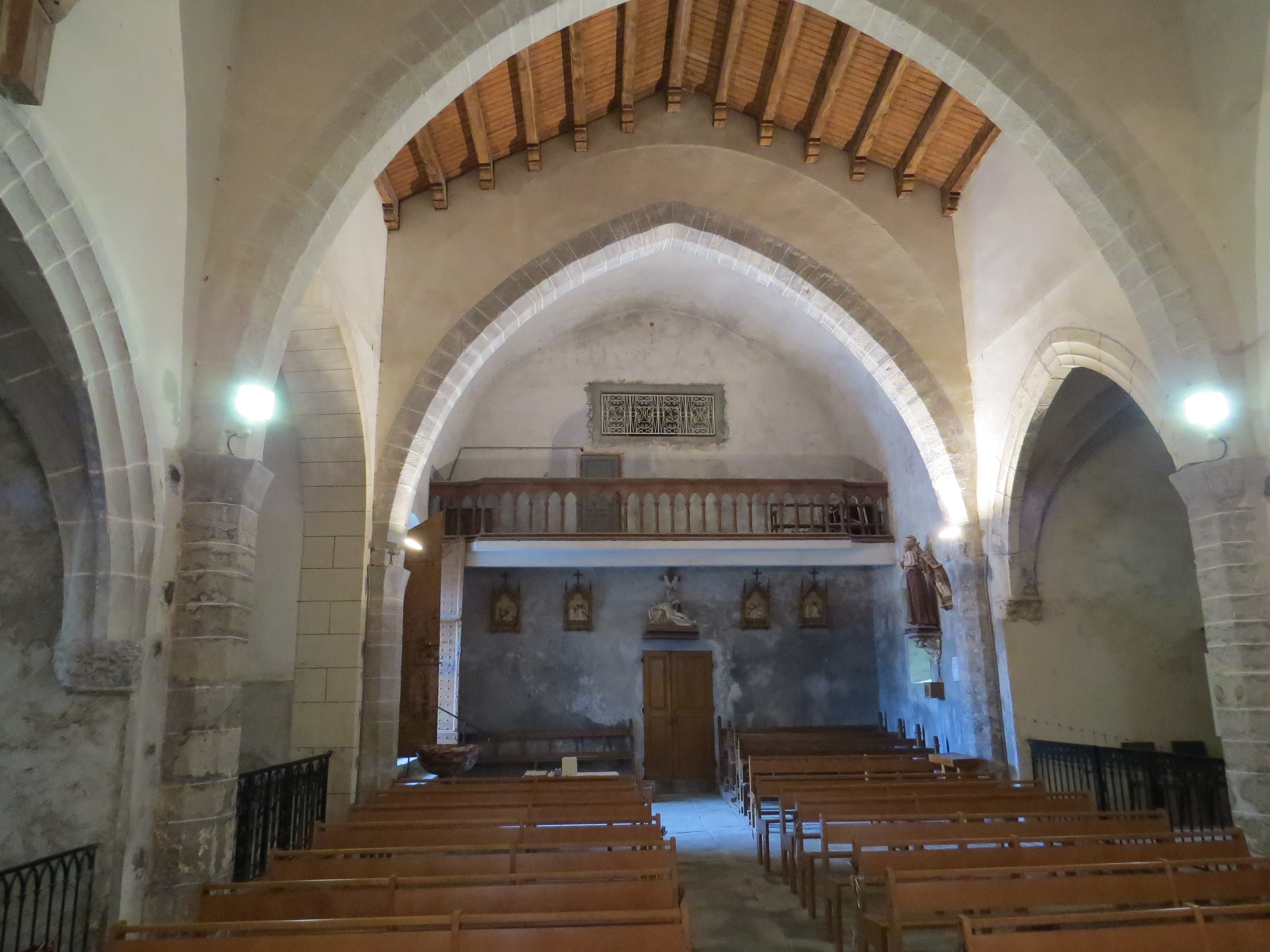
La tribune de l'église vue de la nef.
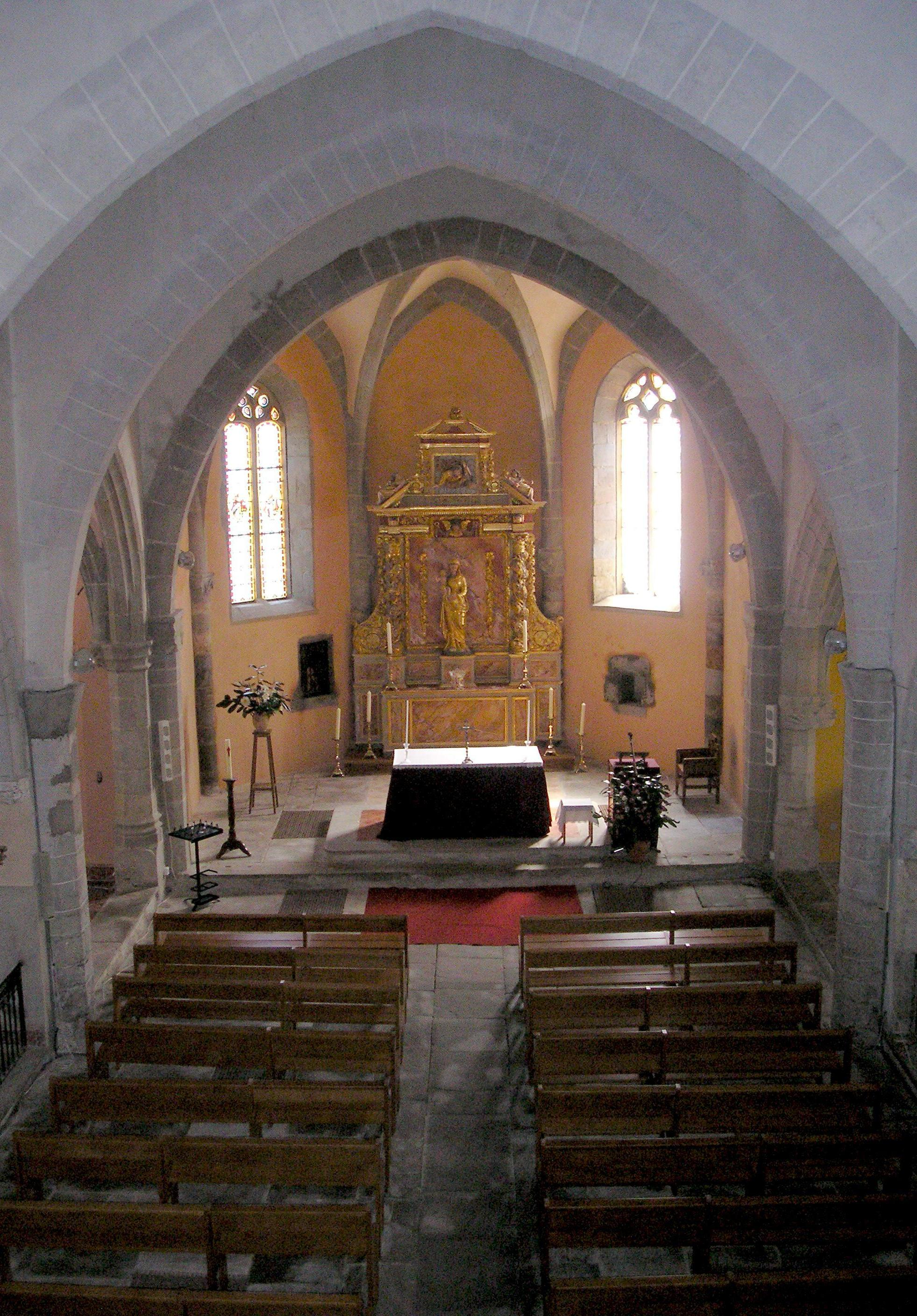
La nef de l'église vue de la tribune.
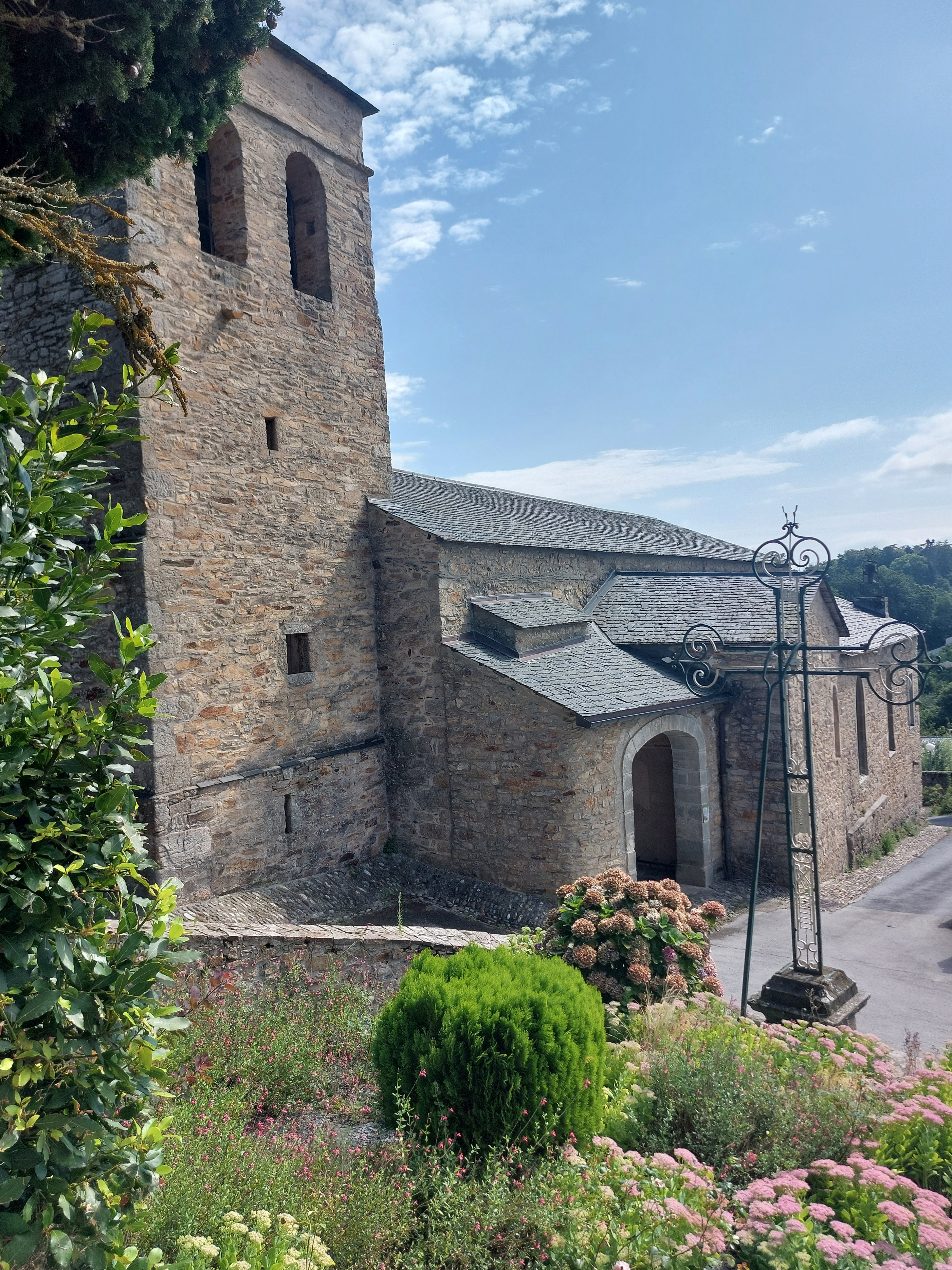
Vue de l'église du côté de l'ancien cimetière.